# Chiesa di San Domenico (Bonifacio)
La chiesa di San Domenico è una chiesa cattolica della città di Bonifacio in Corsica.

## Storia
L'edificio è iscritto all'inventario dei monumenti storici dal 1862.